# Kon (città)
Kon è una suddivisione dell'India, classificata come census town, di 15.167 abitanti, situata nel distretto di Thane, nello stato federato del Maharashtra. In base al numero di abitanti la città rientra nella classe IV (da 10.000 a 19.999 persone).

## Geografia fisica
La città è situata a 19° 14' 56 N e 73° 06' 22 E.

## Società

### Evoluzione demografica
Al censimento del 2001 la popolazione di Kon assommava a 15.167 persone, delle quali 8.008 maschi e 7.159 femmine. I bambini di età inferiore o uguale ai sei anni assommavano a 2.259, dei quali 1.135 maschi e 1.124 femmine. Infine, coloro che erano in grado di saper almeno leggere e scrivere erano 11.501, dei quali 6.473 maschi e 5.028 femmine.